# Carmilla
Carmilla è un racconto del 1872 di Sheridan Le Fanu. La protagonista omonima è una vampira la cui sua figura anticipò Dracula di Bram Stoker.

## Trama
Laura, una ricca fanciulla di origini inglesi, vive col padre in un isolato castello della Stiria austriaca. Da molto tempo aspetta l'estate che dovrebbe trascorrere con la nipote del generale Spielsdorf, ma la giovane, sua coetanea, muore misteriosamente.
In una notte di luna piena, mentre Laura è in giardino con le governanti e il padre, una carrozza esce di strada proprio davanti al suo castello. Le viandanti sono un'elegante signora e sua figlia che per il colpo è svenuta. Dopo i primi soccorsi la signora racconta di avere delle faccende urgenti da sbrigare, così il padre di Laura si offre di ospitarne la figlia sino a quando non tornerà. La signora accetta la cortesia e confida al gentile signore che sua figlia è cagionevole di salute e soggetta a crisi di nervi. Così la misteriosa donna riparte in tutta furia, lasciando lì la giovane. La fanciulla in questione, di nome Carmilla, dall'incarnato splendente e con lunghissimi capelli scuri dai riflessi dorati, è molto bella e ha più o meno l'età di Laura, che rimane estasiata dalla visita, vista la prematura morte della cara nipote del generale. Carmilla e Laura stringono subito un forte legame; Laura adora la nuova compagna che le dimostra molto affetto e tenerezze forse inusitate, ma nonostante ciò non può non notare alcune strane abitudini dell'amica: si desta molto tardi, odia i canti religiosi e assomiglia in modo incredibile ad un dipinto di Mircalla, contessa di Karnstein, che duecento anni prima fu la signora di quella terra.
Nel frattempo si avvicendano vari eventi strani: la morte di numerose fanciulle nel villaggio, una terribile visione onirica che provoca a Laura una strana malattia, le scomparse notturne di Carmilla e infine l'arrivo del generale Spielsdorf. Per sbrigare una questione urgente, Laura, suo padre e il generale si recano alle rovine di Karnstein e durante il viaggio il generale racconta gli eventi concernenti la morte della nipote: durante un ballo lui e la nipotina conobbero una bella dama e sua figlia Millarca che fu ospite a casa loro, ma dopo poco tempo la fanciulla si rivelò un vampiro mentre sua nipote cominciò ad avere strani sogni, si ammalò e morì. Nel frattempo arrivano a Karnstein, dove la bellissima residenza cade in pezzi; il generale allora comincia a narrare la storia di quel luogo e dei suoi signori, i Karnstein, che furono creature spietate e sanguinarie. Mentre Spielsdorf narra questi eventi giunge la giovane Carmilla e riconoscendo in lei la terribile Millarca subito cerca di colpirla, ma Carmilla lo blocca senza sforzo con la sua delicata mano e poi svanisce. Il generale non ha più dubbi e in attesa di una certa persona va al castello con Laura e suo padre.
Arriva dunque un esperto di vampiri, il barone Vordenburg, e insieme alla compagnia - tranne Laura - torna alle rovine di Karnstein dove tra i rovi viene ritrovata la tomba della contessa Mircalla. Quando viene aperta, al suo interno non vi si trova uno scheletro, bensì la bellissima Carmilla integra nella sua immortale bellezza intinta nel sangue. Così la creatura viene giustiziata, le si conficca un paletto nel cuore, viene decapitata e le sue spoglie sono bruciate. Laura non assiste alla fine atroce dell'amata amica, ma conosce i raccapriccianti particolari grazie al resoconto della Commissione Imperiale.
Il barone Vordenburg infine svela gli arcani di questo caso a partire dal nome della vampira: Carmilla e Millarca sono semplicemente anagrammi del nome della contessa Mircalla. Duecento anni prima un suo antenato della Moravia arrivò in quella zona della Stiria dove conobbe e s'innamorò della giovane Contessa Mircalla, ma la cagionevole fanciulla morì presto. Il barone aggiunge anche che i vampiri originali prendono vita quando giovani persone muoiono in situazioni drammatiche attaccandosi al mondo terreno e questo temeva fosse il caso di Mircalla. Il suo antenato conosceva bene come venivano uccisi i vampiri e per evitare che la sua amata subisse lo stesso trattamento ne nascose la tomba. Soltanto nella vecchiaia ripensò a ciò che aveva fatto e così scrisse un resoconto sul caso di Mircalla e su come ritrovare la sua tomba. Così dopo duecento anni, in cui Mircalla, Millarca o Carmilla aveva seminato morte per restare eternamente giovane, il demonio viene ucciso. Laura, tuttavia, non riuscirà mai a dimenticare l'amata amica.

## Edizioni
- Joseph Sheridan Le Fanu, Carmilla, traduzione di Sandro Melani, collana Narrativa straniera, Marsilio Editori, 1999,  pp. 228, cap. 16, ISBN 88-317-7150-7.
- Joseph Sheridan Le Fanu, Carmilla, a cura di Valerio Evangelisti, traduzione di Annalisa Di Liddo, collana Tascabile Immaginario Fanucci, Fanucci Editore, 2004,  p. 160, ISBN 88-347-1002-9.
- Joseph Sheridan Le Fanu, Carmilla e altri racconti di fantasmi e vampiri, a cura di Gianni Pilo, collana Grandi tascabili economici, Newton Compton, 2010,  p. 303, ISBN 978-88-541-1100-4.
- Joseph Sheridan Le Fanu, Carmilla, illustrazioni di Isabella Mazzanti, Editions Soleil, 2014,  p. 192, ISBN 978-2-302-04255-1.
- Joseph Sheridan Le Fanu, Carmilla. Edizione integrale, annotata e illustrata, a cura di Enrico De Luca, illustrazioni di Daniele Serra, Michela Pollutri, Caravaggio Editore, 2024,  p. 218, ISBN 979-12-81725-18-8.

## Carmilla nella cultura di massa

### Cinema
- Il regista danese Carl Theodor Dreyer adattò liberamente Carmilla per il suo film Vampyr - Il vampiro (1932).
- Il regista francese Roger Vadim si basò su Carmilla per il suo film Il sangue e la rosa (Et mourir de plaisir) (1960).
- Il regista spagnolo Vicente Aranda ne trae il suo quarto lungometraggio con La novia ensangrentada (1972), ulteriore variazione sul tema della maledizione della famigerata Contessa di Karnstein.
- La Hammer Film Productions produsse Vampiri Amanti (1970), con Ingrid Pitt nel ruolo della vampira e Madeline Smith in quello della vittima (il cui nome è Emma, mentre Laura è il nome della figlia del generale). Il film è il primo della Trilogia dei Karnstein, seguito da:
  - Mircalla, l'amante immortale (1971): qui Mircalla (interpretata da Yutte Stensgaard) sviluppa interessi eterosessuali, nonostante l'ambientazione ideale per una storia lesbica in un collegio di fanciulle.
  - Le figlie di Dracula (1971): Mircalla (stavolta interpretata da Katya Wyeth) svolge un ruolo marginale in questo film, incentrato più sulle gemelle protagoniste.
- Nel 2004 uscì Vampires vs. Zombies, un film a basso costo diretto da Vince D'Amato per l'home video che adatta liberamente l'opera, portandola ai giorni nostri.
- La figura di Carmilla è presente nel film Lesbian Vampire Killers (2009)
- In The Moth Diaries (2011) la protagonista, Rebecca, legge il libro Carmilla per la classe di narrativa gotica, che poi collegherà a ciò che sta succedendo alla sua migliore amica Lucy e ad altre sue amiche della scuola da quando è arrivata la nuova studentessa Ernessa.
- The Carmilla Movie (2017): continuo della webserie, trasmessa su YouTube, Carmilla (2014-2016).

### Anime e manga
- Nella serie anime Master Mosquiton, Camille Inaho Camille è il nome dell'amata moglie di Mosquiton prima del suo risveglio, a differenza del romanzo fu lei a chiedere a Mosquiton di farla diventare un vampiro per poter trascorrere con lui tutta l'esistenza. Come la Carmilla originale possiede un fascino particolare ma una bellezza prorompente piuttosto che incisiva ma delicata.
- Nel 2001 Carmilla è apparsa nell'anime-film cinematografico Vampire Hunter D - Bloodlust come antagonista della storia.
- Nell'anime Hellsing (2001) fa la sua apparizione una succube che afferma di essere la sorella di Integra. Si fa chiamare Laura, e Integra le chiede se è la vampira Carmilla. Quando Alucard l'affronta, lei assume le sembianze di un gatto prima che lui l'attacchi.
- Negli episodi 30-33 di Yu-Gi-Oh! GX, è introdotto un personaggio di nome Camula, una vampira ruba-anime che cerca di ottenere il controllo delle tre carte Bestie Sacre.
- Nel manga Il grande sogno di Maya nel n. 17 l'attrice Ayumi Himekawa interpreta nel dramma teatrale "Il ritratto di Camilla" un personaggio molto simile alla Vampira Carmilla, dal nome Camilla. Alcuni personaggi chiave sono stati eliminati ma la trama ricalca molto quella del racconto originale di Le Fanu, anche se la stessa autrice non ne nomina mai il riferimento letterario.
- Nell'anime e nel manga di Kemono Michi: Rise Up è presente una vampira di nome Carmilla Vanstein, il suo personaggio sembrerebbe essere un esplicito riferimento alla vampira del racconto di Sheridan Le Fanu.
- Nella serie animata Castlevania (dalla 2ª stagione).

### Videogiochi
- Nella serie di videogiochi Castlevania, Carmilla è un personaggio ricorrente, spesso affrontato come boss, in quanto è, forse, la più fedele servitrice di Dracula, antagonista principale della serie.

### Webserie
- Nell'agosto 2014[1] il canale YouTube Vervegirl TV (dal 2016 KindaTV) ha pubblicato una webserie omonima liberamente tratta dal racconto, ambientata ai giorni nostri, in cui le protagoniste sono compagne di stanza al college.[2]

### Musica
- Il 19 aprile 2023 il solista death hardcore Ozone Dehumanizer pubblica una album contenente una traccia intitolata Tomba di Carmilla, che vede l'utilizzo di un sample del pezzo Whispers from Carmilla's tomb del duo dungeon synth Lamentation.
- Il 20 Marzo 2024 il gruppo metal gothic rock Blackbriar pubblica una nuova canzone intitolata Moonflower che vede la collaborazione con la cantante Marjana Semkina il cui testo è apertamente ispirato dall'opera.
- Nel 2004 la band italiana Madreblu pubblica l'album L'equilibrio contenente una traccia intitolata Carmilla che parla del personaggio del racconto di J.S. Le Fanu.